# Cathédrale de la Nativité-de-la-Mère-de-Dieu de Sarajevo
Pour les articles homonymes, voir Église de la Nativité-de-la-Mère-de-Dieu.
La cathédrale de la Nativité-de-la-Mère-de-Dieu (en serbe cyrillique : Саборна црква Рождества Пресвете Богородице ; en serbe latin : Saborna crkva Roždestva Presvete Bogorodice) est située en Bosnie-Herzégovine, sur le territoire de la Ville de Sarajevo. Elle a été construite entre 1863 et 1868 par l'architecte Andreja Damjanov et elle est inscrite sur la liste des monuments nationaux de Bosnie-Herzégovine.

## Localisation

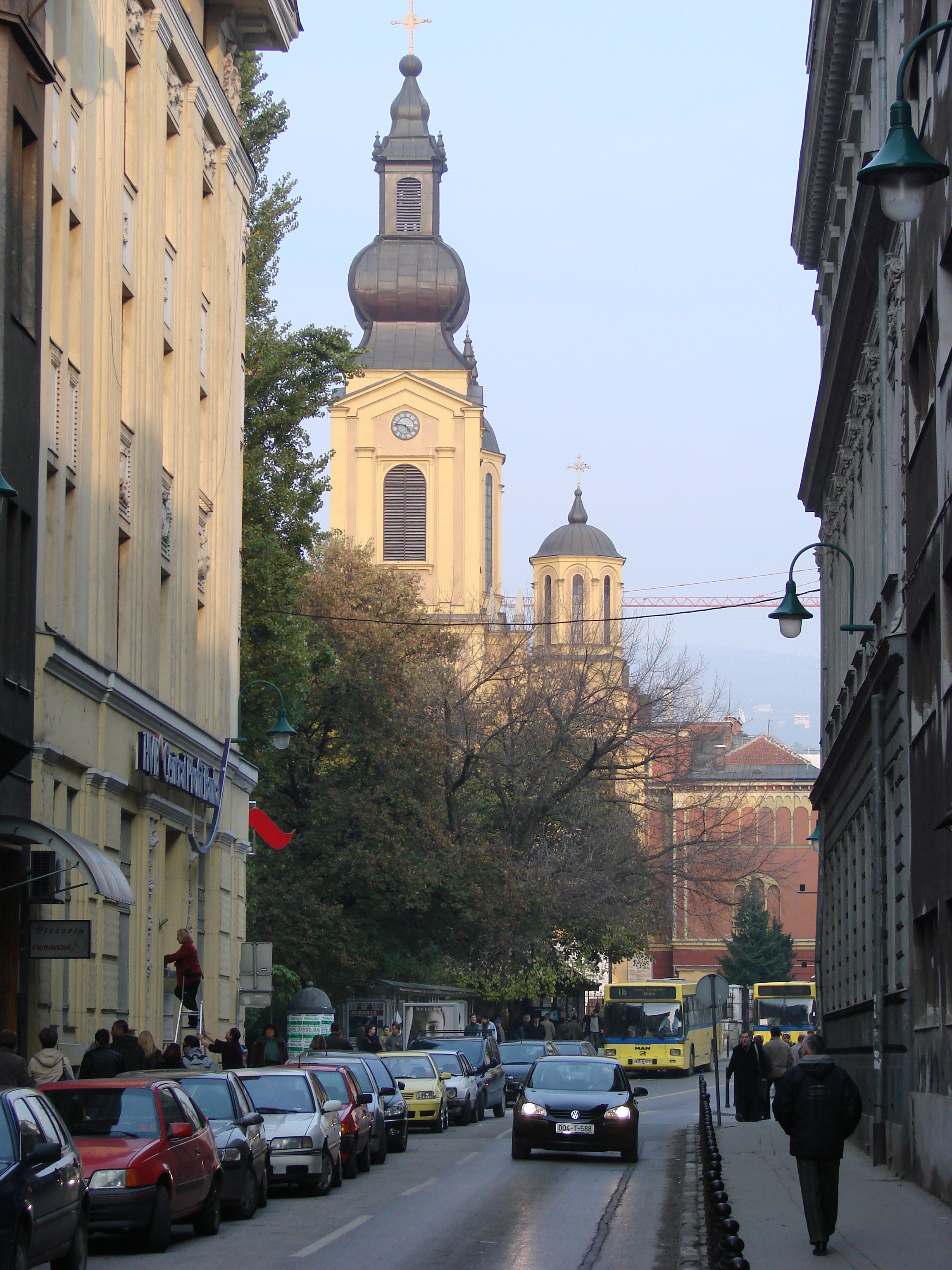
La cathédrale dans son environnement

## Architecture

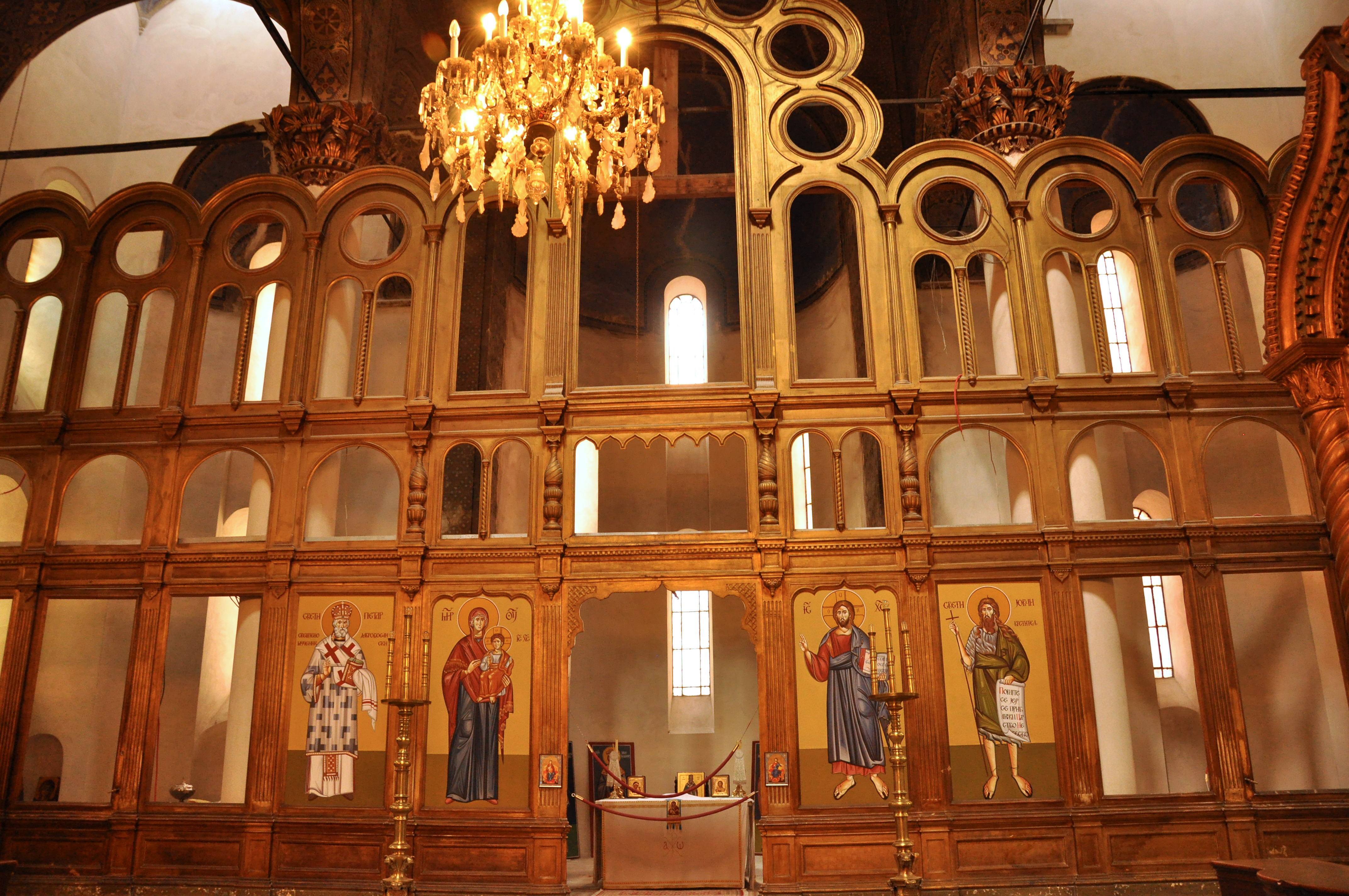
L'intérieur de la cathédrale